# KAT-TUN III: Queen of Pirates
KAT-TUN III: Queen of Pirates – trzeci album japońskiej grupy KAT-TUN wydany 4 czerwca 2008 roku przez J-One Records. Album wydany został w dwóch edycjach; limitowana edycja zawiera dodatkowo: 4 dodatkowe piosenki, DVD z teledyskiem do "DON'T U EVER STOP" i krótkim filmem pokazującym pracę nad owym teledyskiem.
Grupa zaczęła wydawać single z albumu blisko rok przed wydaniem albumu. Wszystkie single z albumu zajęły pierwsze miejsca notowań listy Oricon.

## Produkcja
Album został nagrany w Tokio i w Los Angeles. To pierwszy album, który nie zawiera tekstów piosenek napisanych przez członków KAT-TUN (z wyjątkiem linijek rapu Kokiego Tanaki). Style obecne na albumie to głównie mieszanka rocka, popu i muzyki dance. Grupa zatrudniła różnorakich autorów piosenek z historią wydawania hitów. Główny wokalista kapeli rockowej Boøwy, Kyōsuke Himuro, skomponował drugi singiel "Keep the Faith" wraz z współpracownikiem KAT-TUN, Spin'em. Akio Shimizu, gitarzysta kapeli heavymetalowej Anthem był współautorem piosenki "Ai No Command" wraz z N.B.Comicsm, który z kolei skomponował również "Yorokobi No Uta".

## Wydanie albumu
W pierwszym tygodniu od wydania albumu został on sprzedany w liczbie 240 317 egzemplarzy. Album zadebiutował na 1. miejscu listy Oricon i utrzymał się tam przez 5 tygodni. Album był dwudziestym piątym bestsellerem pierwszej połowy roku.

## Single
- "Yorokobi No Uta" – Pierwszy singiel, który został wydany blisko rok przed premierą albumu. Singiel zadebiutował na pierwszym miejscu i sprzedał się łącznie w liczbie 373 000 egzemplarzy. Został on również użyty jako motyw przewodni do komedii Kokiego Tanaki, Tokkyu Tanaka 3 Go, który wyemitowany był przez stacje TBS.

- "Keep the Faith" – Drugi singiel, który został wydany w listopadzie 2007 roku. Singiel zadebiutował na 1. miejscu i sprzedał się łącznie w liczbie 459 919 egzemplarzy.

- "LIPS" – Ostatni singiel z albumu, który jak poprzednie zadebiutował na 1. miejscu i sprzedał się w liczbie 421 902 egzemplarzy. Singiel utrzymał się w notowaniu listy przez 15 tygodni.

## Lista utworów
1. "Taboo" (Masanco, M.Y) - 3:20
2. "Keep the Faith" (Kyosuke Himuro, Spin, Joker, Ha-j) - 3:45
3. "Affection: Mō Modorenai (jap. Affection ～もう戻れない～)" (Soba, Erik Lidbom) - 3:34
4. "Hell, No" (Yuki Shirai, Mika Arata, Joker, Steven Lee, Joey Carbone) - 3:58
5. "Distance" (Gin.K, Erik Lidbom) - 3:08
6. "Mother/Father" (Ami, Joker, Yoshinao Mikami, A.k.a.) - 4:14
7. "Lips" (Axel-G, Joker, Yukihide "YT" Takiyama) - 4:16
8. "Yorokobi no Uta" (N.B.Comics, Joker, Zero-rock, Gin.K) - 3:59
9. "Un" (Hidenori Tanaka, Kōsuke Noma) - 4:45
10. "Our Story: Prologue (jap. Our Story ～プロローグ～ Our Story: Purorōgū)" (Narumi Yamamoto, Erik Lidbom) - 3:47
11. "Nannen Tattemo (jap. 何年たっても)" (Erykah, Joker, Mike Rose, Masayuki Iwata) - 4:56
12. "Shot!"1 (Ami, Yoshinao Mikami, Dreadstore Cowboy) - 3:57
13. "12 o'clock'"1 (A.k.a., Joker, Mike Rose) - 4:19
14. "Ai no Command (jap. 愛のコマンド Love's Command)"1 (Akio Shimizu, N.B. Comics, Joker) - 4:17
15. "Six Senses"1 (Joker, Yokono Kōhei, Peter Funk) - 4:39

1Bonusy limitowanej edycji

DVD
1. "DON'T U EVER STOP: Limited Edition" (Extended music video)
2. "Don't U Ever Stop" (Making of)